# Волжськ
Волжськ (Волзьк; марій. Юлсер-Ола, рос. Волжск) — місто в республіці Марій Ел (Росія), адміністративний центр Волзького району та Волзького міського округ республіки Марій Ел, друге за величиною місто республіки.
Населення — 56,2 тис. осіб (2010).

## Географія
Місто розташоване на лівому березі Волги (Куйбишевське водосховище), у крайній південній точці республіки, за 101 км на південь від її столиці Йошкар-Оли. У складі міста виділяються стара частина, забудована одно-дво-триповерховими і дерев'яними будинками (мікрорайон «Центральний»), і нова частина з типовими багатоповерховими будинками (мікрорайони «Машинобудівник», «Дружба»).
Місто соціально і особливо транспортно-логістично дуже слабо інтегрований у республіку і, навпаки, має дуже тісні агломераційні зв'язки з розташованим за 12 км на схід і 15 хвилинах їзди Зеленодольськом, а також сильно тяжіє до всієї агломерації Казані, попри те, що вони знаходяться в іншому регіоні — Татарстані. Це значно погіршує його стан і позначається на зростанні економіки міста.

## Історія
Волжськ був заснований в 1940 році злиттям трьох населених пунктів: сіл Польки (Червона Поляна), Руська Лугова (Новоолексіївський) і робітничого селища Лопатин, яке в 1938—1940 роках мало назву Єжов на честь сталінського наркома внутрішніх справ, що потрапив в опалу. У 1940 р. в вісімнадцятитисячного Лопатині було 19 вулиць, 1074 будівлі, 5 км водогону, 2 лазні. 6 липня 1940 робітниче селище перейменоване на місто Волжськ.
У роки Великої Вітчизняної війни в місто були евакуйовані багато тисяч людей, Рязанський авіаційний завод та інші дрібні підприємства. З міста на фронт пішло понад 6 тис. осіб — третина населення.
У 1952 році в Волжську проживало 27 тис. осіб; до 1960 року завдяки індустріалізації населення збільшується до 60000, проте потім зростання припинилося. Вже з 1960-1970-х років стали загострюватися міські соціальні проблеми, погіршувалася економічна обстановка.